# Myriocarpa purpurascens
Myriocarpa purpurascens är en nässelväxtart som beskrevs av Henry Hurd Rusby. Myriocarpa purpurascens ingår i släktet Myriocarpa och familjen nässelväxter. Inga underarter finns listade i Catalogue of Life.